# Wallace Costa
Wallace Costa Alves (sinh ngày 13 tháng 8 năm 1986) là một cầu thủ bóng đá người Brasil. Hiện tại anh thi đấu ở Liga 1 cho Persela Lamongan.